# Ilhéu de Curral Velho

Ilhéu de Curral Velho est un îlot du Cap-Vert dépendante de Boa Vista, célèbre pour sa faune et sa flore de type aride. 
La zone ornithologique fait partie depuis le 18 juillet 2015 de la convention de Ramsar ainsi que du réseau des zones importantes pour la conservation des oiseaux,.

## Géographie
Roche calcaire non végétalisée d'environ 200 m, fortement érodée, de 15 mètres de haut, située à 500 m du point le plus au sud de Boavista, son accès est difficile et souvent impossible en raison des falaises de l'îlot et de la mer agitée. L'île principale est composée de dunes de sable, d'un lagon et d'une oasis avec une végétation dominée par des palmiers, des acacias et des tamaris du Sénégal Tamarix senegalensis.

## Faune
Les plages de sable sont d'importants sites de nidification pour les tortues imbriquées, marines et carettes Caretta caretta. Les lézards trouvés dans la région comprennent Chioninia spinalis et Hemidactylus bouvieri. BirdLife International a identifié le site comme une zone importante pour la conservation des oiseaux car il abrite une population de moineaux du Cap-Vert.